# Сборная Казахстана по биатлону
Сборная Казахстана по биатлону представляет Казахстан на международных турнирах по биатлону. Управляется Казахстанской Федерацией Биатлона. В состав сборной входит мужская и женская команды.

## Тренерский штаб
- Польховский Валерий — главный тренер[1]
- Роберт Кабуков — тренер по стрельбе[2]
- Иван Трифонов — помощник главного тренера[3]

## Сборные (сезон 2023/2024)

### Женская сборная
| Кубок мира            | Кубок IBU       |
| --------------------- | --------------- |
| Анастасия Кондратьева | Алина Скрипкина |
| Полина Егорова        |                 |
| Вишневская Галина     |                 |
|                       |                 |
| Кристина Титиевская   |                 |

### Мужская сборная
| Кубок мира       | Кубок IBU           |
| ---------------- | ------------------- |
| Владислав Киреев | Бекентай Турлубеков |
| Александр Мухин  |                     |
| Асет Дюсенов     |                     |
| Кирилл Бауэр     |                     |
|                  |                     |

## Казахстан на Олимпийских играх

### Таблица медалей Олимпийских игр
Количество завоёванных медалей на Олимпийских играх спортсменами в составе сборной Казахстан (1994-2018):
| Страна    | Золото | Серебро | Бронза | Всего |
| --------- | ------ | ------- | ------ | ----- |
| Казахстан | -      | 1       | -      | 1     |

### Призёры Олимпийских игр (мужчины)
Нет призеров

### Призёры Олимпийских игр (женщины)
Медали Олимпийских игр завоёвывала 1 спортсменка, на данный момент Елена Хрусталёва закончила карьеру.

#### Таблица медалей с учётом всех гонок
Жирным шрифтом выделены действующие биатлонистки.
| Место | Спортсмен        | Золото | Серебро | Бронза | Всего |
| ----- | ---------------- | ------ | ------- | ------ | ----- |
| 1     | Елена Хрусталёва | -      | 1       | -      | 1     |

## Казахстан на чемпионатах мира
Пара Биатлон 
Ербол Хамитов 
Сезон 2022/2023 Чемпионат мира Швеция Остерсунд 
7,5 км спринт бронза 
12.5 км индивидуальная гонка бронза 
Сезон 2023/2024
Чемпионат Мира Канада Принц Джордж 
Спринт 3.6 км гонка преследования серебро